# Richard Wrede

Richard Wrede

Ferdinand Christian Wilhelm „Richard“ Wrede (* 27. Februar 1869; † 20. Oktober 1932) war ein deutscher Jurist, Journalist und Autor.

## Leben
Wrede wurde  als Sohn des Kaufmanns und Gutsbesitzers Georg Friedrich Robert Salomon und seiner Ehefrau Luise Elisabeth Wilhelmine Wrede zu Münzberg bei Braunschweig geboren. Wilhelmine Wrede durfte nach der Scheidung der Ehe aufgrund einer Genehmigung des Braunschweiger Ministeriums ab 14. Februar 1879 wieder den Familiennamen Wrede führen.
Nach dem Abitur begann Richard Wrede sofort mit dem Studium der Rechtswissenschaften. Studienorte waren Leipzig,  Lausanne und Berlin.
Er erwarb den Dr. jur. und Dr. phil.
Richard Wrede war verheiratet mit Hedwig Margarethe Elisabeth Dettki (1881–1971). Die Eheleute Wrede hatten 7 Kinder.
Schon während der Studienzeit war Richard Wrede schriftstellerisch tätig.
Er war zu Beginn des Studiums der Internationalen Korrespondenz-Association (ICA) beigetreten und hatte deren Zeitschrift Icaea redigiert. 1892 erschien über die Buchhandlung Agnes Graff in Braunschweig mit Die internationale Korrespondenz-Association. Ihr Wesen und ihre Bedeutung. seine Broschüre, in der er Wesen und Bedeutung der ICA klarlegte.
1893 erschien im Verlag Mayer und Müller in Berlin Leitfaden der Institutionen des Römischen Rechts. Das Büchlein sollte ein Leitfaden in dreifacher Beziehung sein: es sollte einleiten, durchleiten und überleiten.

## Beruf

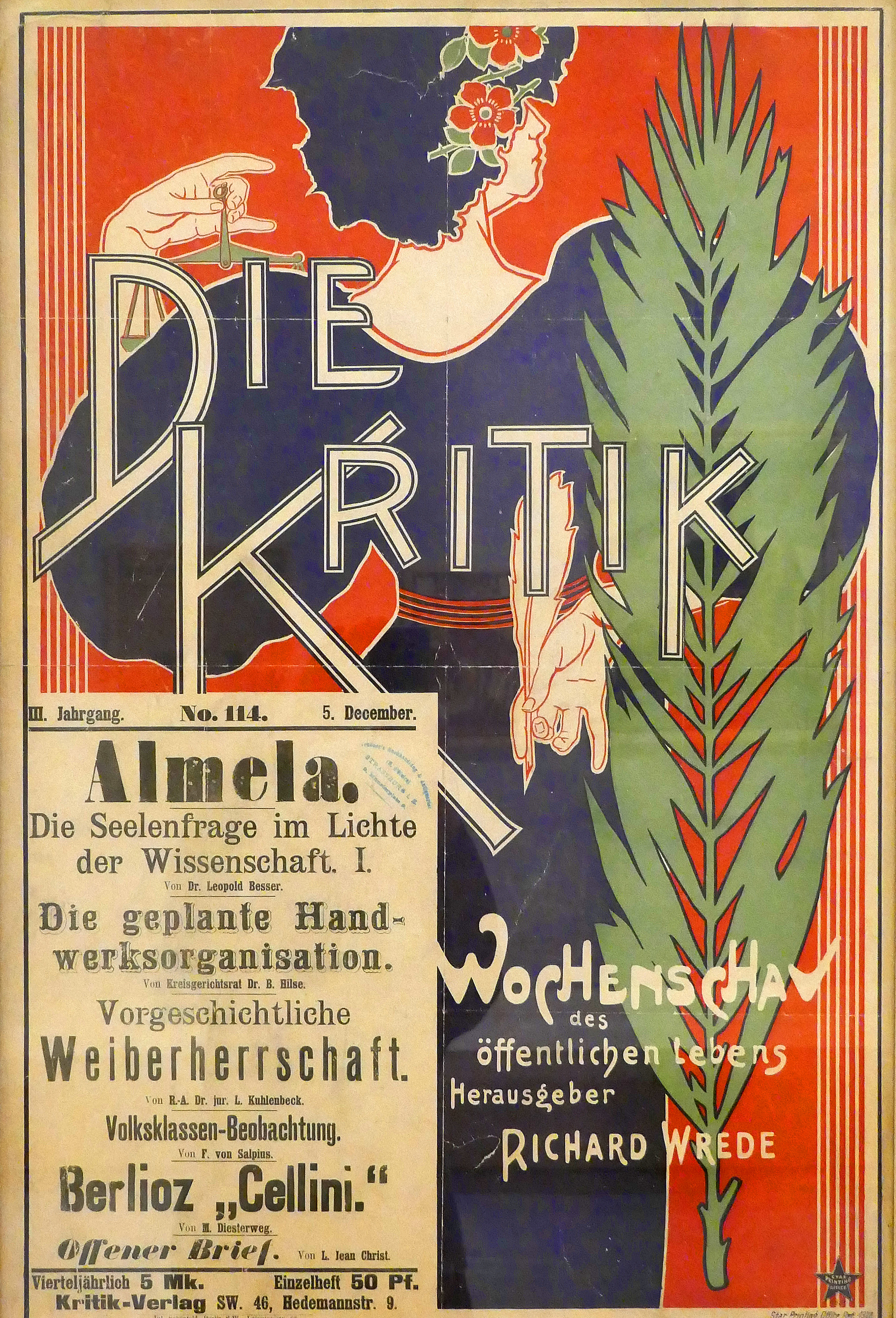
Die Kritik um 1896 (Plakat von Hans Christiansen)

Nach bestandenem Doktor- und juristischem Staatsexamen war Richard Wrede zunächst ab 1894 im Braunschweigischen Justizdienst tätig. Im Oktober 1895 ging er nach Berlin, wo er seine nationalökonomischen Studien fortsetzte und abschloss.
Die ersten Berliner Publikationen wurden in der seit 1894 erscheinenden Wochenzeitschrift (später Monatszeitschrift) Die Kritik veröffentlicht. 1895 im November erwarb er die Kritik und war ab 1896 alleiniger Eigentümer und Herausgeber. 
Unter der Rubrik "Berliner Premieren" hatte er auf Wunsch die Theaterkritik übernommen.
Irgendwann in seiner Berliner Zeit wurde Richard Wrede auch Theaterdirektor und zwar an der "Berliner Kammerspiel-Bühne".
Seit 1893 arbeitete Wrede an den Plänen zur Gründung einer Journalistenhochschule.
Am 4. Januar 1900 wurde sie in Berlin eröffnet. Hörer war unter anderen Egon Erwin Kisch (1906).
Anfang 1902 gründete Wrede den Verein „Deutscher Redakteure“. Er sollte die berufliche Organisation aller Redakteure in Deutschland sein. Sprachrohr des Vereins war die „Die Redaktion“, eine Fachzeitschrift für Redakteure, Journalisten, Schriftsteller und Verleger. 
1897 erschien der erste Band "Das geistige Berlin". Eine Enzyklopädie des geistigen Lebens Berlins. Herausgeber Richard Wrede und Hans von Reinfels. Der dritte Band erschien 1898.
1902 erschien das "Handbuch der Journalistik", die zweite Auflage wurde 1906 gedruckt.
Weitere Veröffentlichungen: "Geschichte der Körperstrafen aller Völker von der ältesten Zeit bis auf die heutigen Tage". Außerdem hat er verschiedene Theaterstücke geschrieben.
1902 erschien "Der Motorbootsport" (zweite Auflage 1922).
1912/13 entstanden und wurden veröffentlicht "Tourenfahrten im Motorboot" (zweite Auflage 1925).
Wrede war Mitglied der Schlaraffia Berlin. Er war Vorsitzender des "Deutschen Motorboot-Klubs" und Präsident des "Deutschen Kraftboot-Verbandes". Ab 1913 war er in führender Position im "Deutschen Kreuzer-Yacht-Verband".
1923 hat Wrede Berlin mit seiner Familie verlassen und ist auf den Stammhof der Familie Wrede Thiede (heute Salzgitter-Thiede) zurückgekehrt.